# Teatro all'Antica
Il cosiddetto Teatro all'Antica di Sabbioneta, o Teatro Olimpico, fu realizzato tra il 1588 e il 1590 su progetto dell'architetto vicentino Vincenzo Scamozzi (1548-1616). Committente dell'opera fu Vespasiano Gonzaga, duca della piccola e sontuosa cittadina padana, assai legato agli Asburgo di Spagna. 

## Descrizione

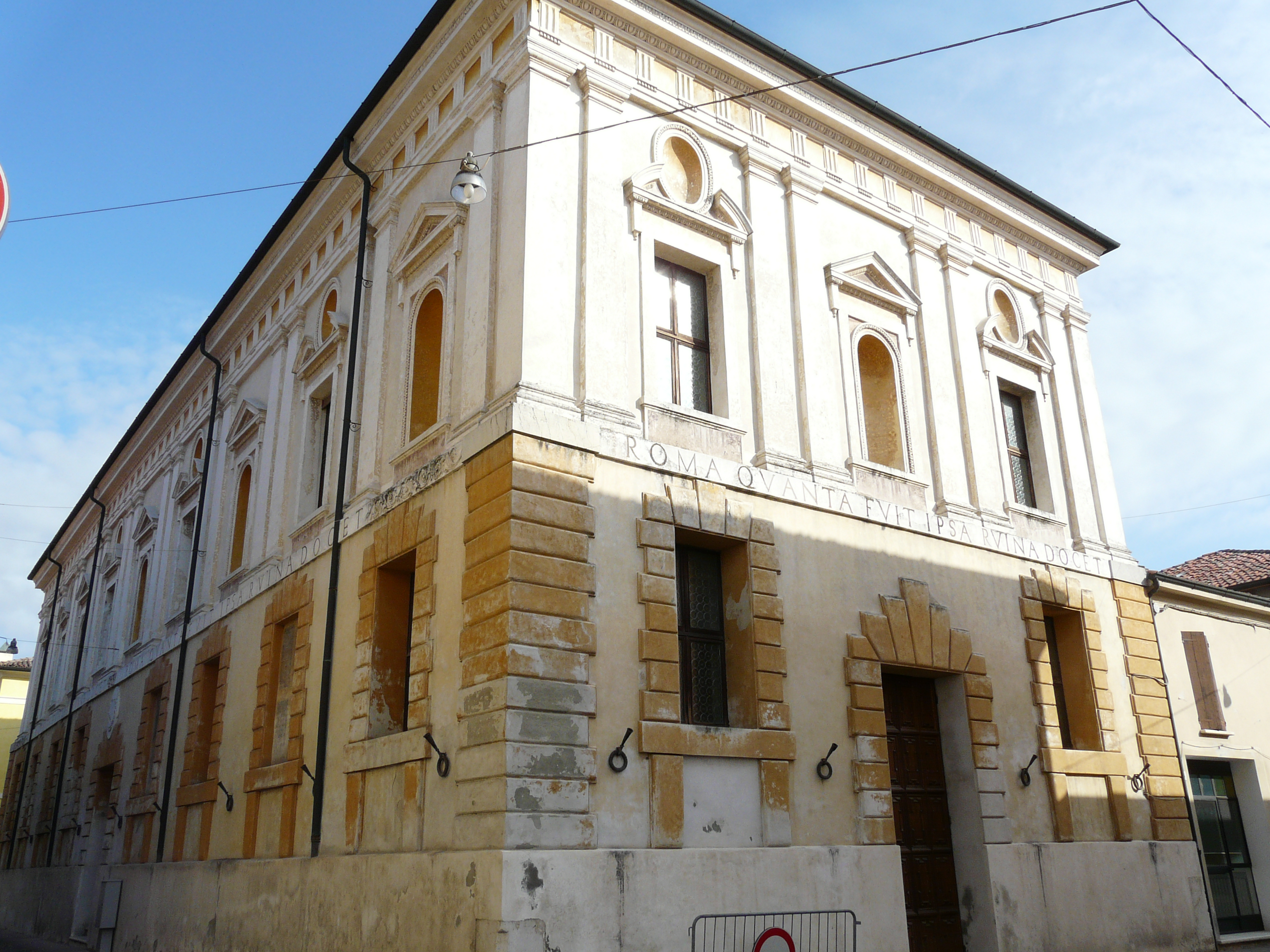
Facciata

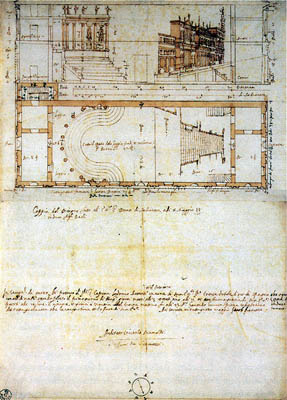
Progetto per il teatro di Sabbioneta di Vincenzo Scamozzi

Il teatro scamozziano può considerarsi uno tra i primi esempi di edificio teatrale dell'età moderna: è, di fatto, il primo esempio europeo di teatro stabile inserito in un edificio appositamente costruito (il precedente, il Teatro Olimpico di Vicenza, era frutto di una ristrutturazione). È un chiaro esempio di teatro moderno per la presenza di elementi molto innovatori per l'epoca, quali: la facciata autonoma, il diversificato sistema d'ingressi, la forma mistilinea della cavea, l'orchestra inclinata, il retropalco dotato di camerini per i comici e per i musici. Uno spazio teatrale in bilico tra tradizione e innovazione che genialmente sintetizzava la cultura teatrale del XVI secolo e si apriva al futuro.
Il raffinato prospetto esterno è ripartito in due ordini: la fascia marcapiano mostra la scritta ROMA QVANTA FVIT IPSA RVINA DOCET (Quanto fu grande Roma ce lo dicono le sue rovine). Il teatro di corte fu inaugurato, nel 1590, alla presenza del duca Vespasiano e della duchessa Margherita Gonzaga di Guastalla, sua terza consorte.
Tra il 1584 e il 1585 lo Scamozzi aveva già portato a compimento a Vicenza il Teatro Olimpico per l'Accademia Olimpica subentrando ad Andrea Palladio, morto nel 1580. Tale esperienza fece maturare nell'architetto-scenografo l'idea di teatro da lui espressa tre anni dopo nell'appartato teatro di corte sabbionetano.
Il teatro ha una struttura elegante. La citata cavea mistilinea è sormontata da un peristilio corinzio affrescato con Cesari monocromi, coronato da statue di divinità mitologiche e concluso ai lati da nicchie e busti collocati in intercolumni ciechi.

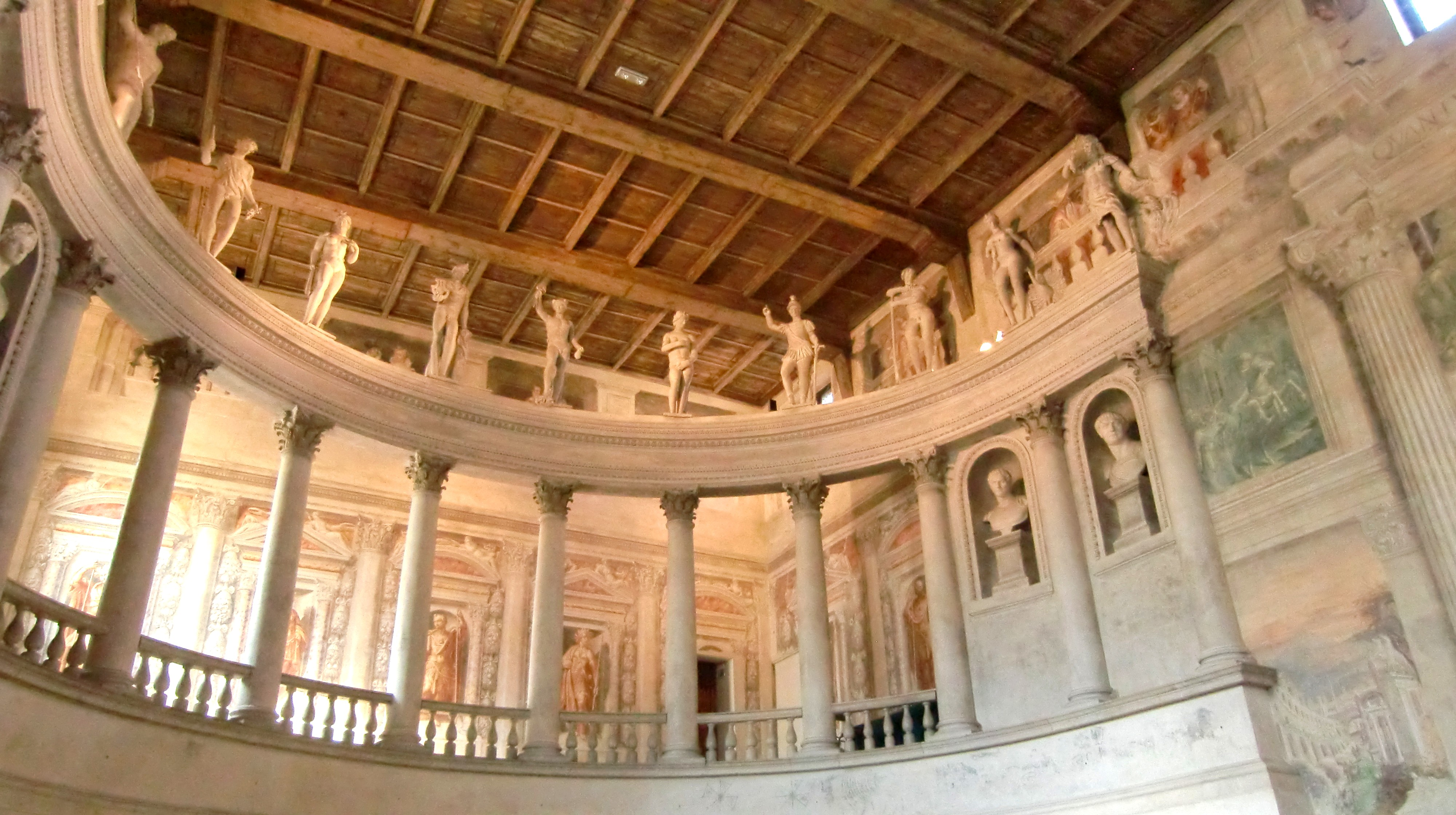
Interno

Un tempo il palcoscenico a scena fissa era dotato di un'immagine di città prospettica, lignea, policroma e monofocale. La scenografia è andata distrutta ma è illustrata, in pianta e in sezione longitudinale, dall'autografo schizzo dello Scamozzi conservato al Gabinetto Disegni e Stampe degli Uffizi di Firenze (191 A.) e qui riprodotto. L'attuale scena è stata posta in opera nel 1996.
Pregevoli gli affreschi ricchi di significato che abbelliscono la sala. La balaustra dipinta che si snoda nella parte superiore dell'ambiente evoca l'archetipica idea cinquecentesca del cortile adibito a luogo teatrale; mentre le esemplari vedute di Roma, incorniciate da due illusionistici archi trionfali, evocano per gli spettatori-visitatori il mito romano caro al principe committente a all'architetto.
Il duca di Sabbioneta, amante dello sfarzo e delle arti, poté godere poco il proprio teatro, in quanto scomparve il 26 febbraio 1591 e la sua erede Isabella, spesso lontana, non si curò delle opere volute dal padre. A tutt'oggi agibile e restaurato, questo insigne spazio del teatro ospita manifestazioni culturali di ogni genere ed è assai ammirato dai tanti turisti che visitano la città ideale di Vespasiano.
Nel 1994 grazie ad un finanziamento europeo del Programma Raphael gli architetti romani Anna Di Noto e Francesco Montuori hanno realizzato la nuova scena prospettica, in sostituzione di quella di Scamozzi, andata irrimediabilmente persa. La nuova scena, costruita a partire dal punto di vista della scena scamozziana, rappresenta la città ideale di Sabbioneta, i suoi palazzi, le porte, il mausoleo dei Gonzaga e il teatro stesso. L'intervento è stato inaugurato nell'ottobre del 1996.

### Galleria d'immagini

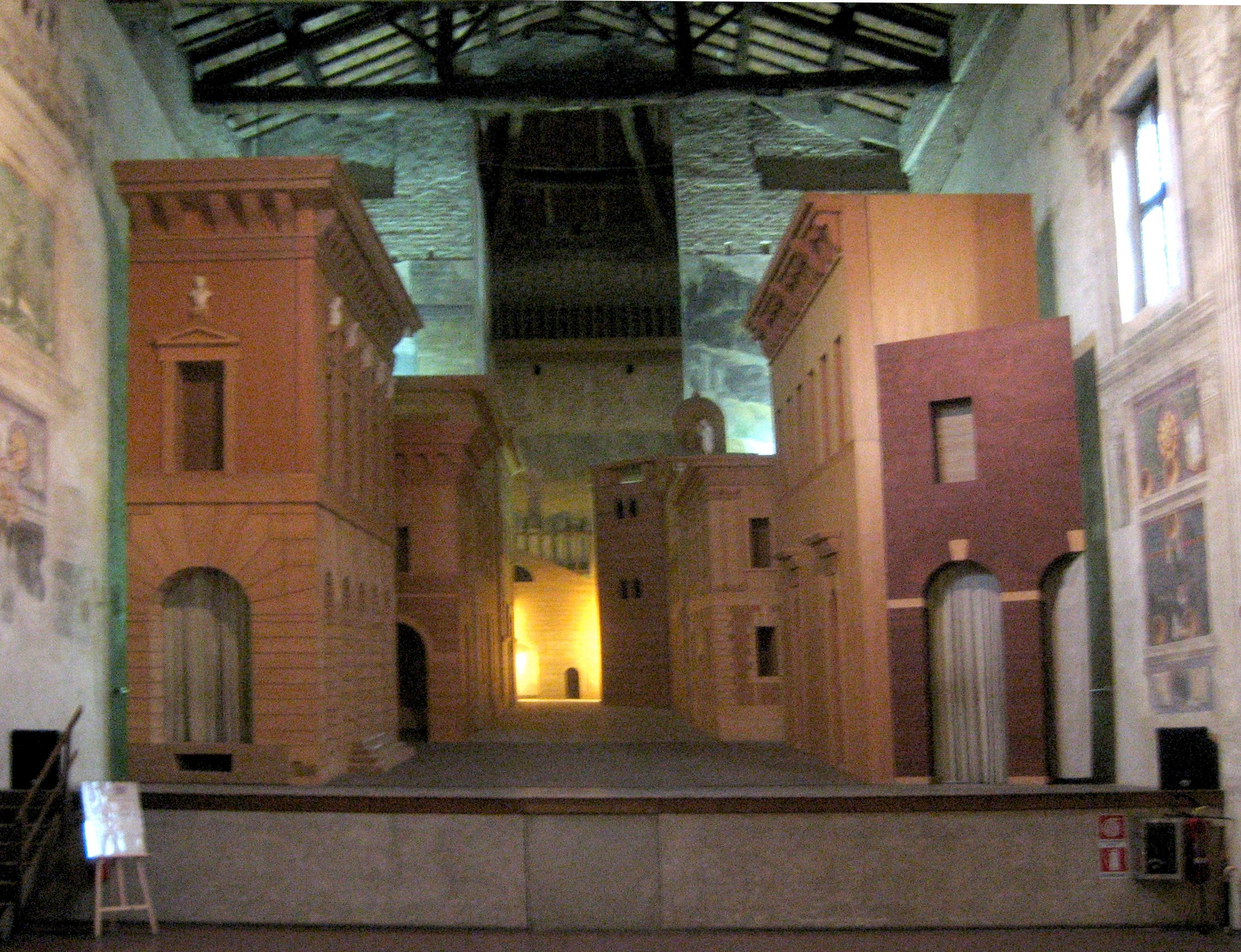
La scena
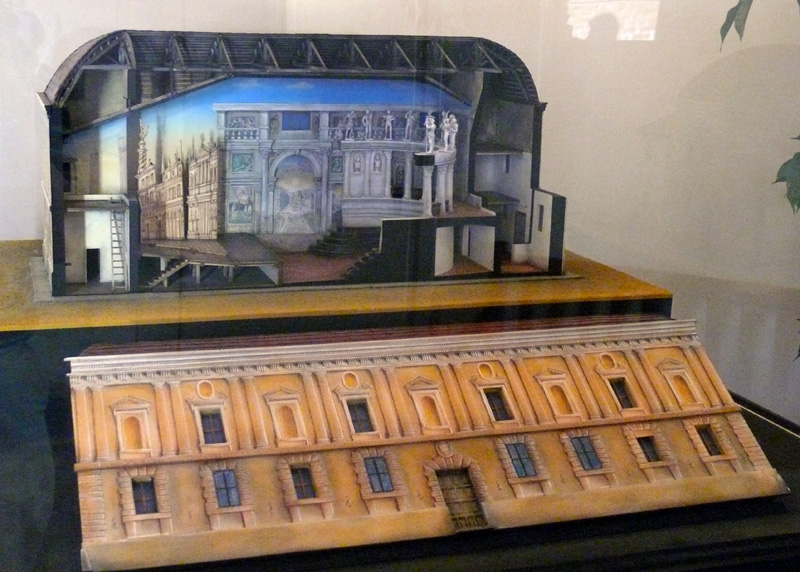
Modellino dell'interno e prospetto laterale
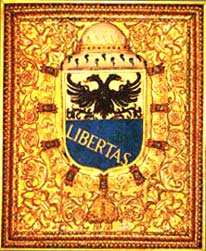
Lo stemma ducale
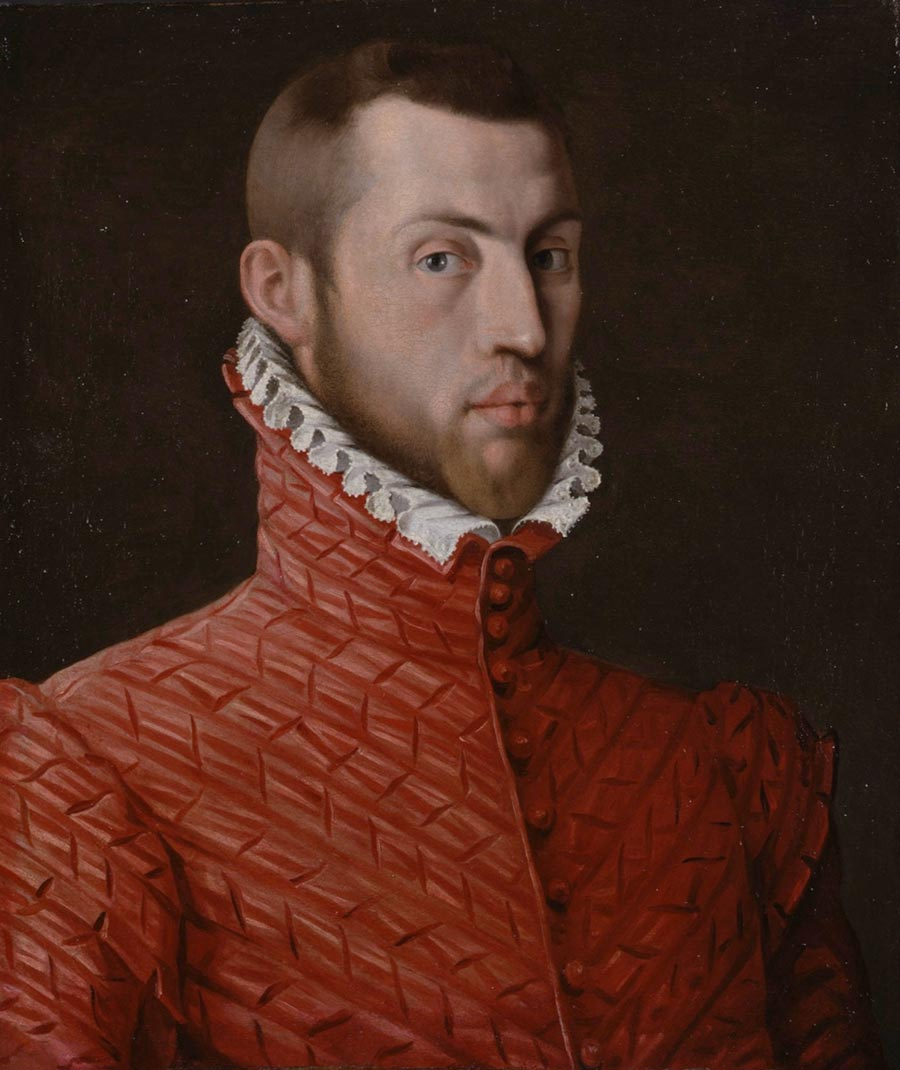
Vespasiano I Gonzaga duca di Sabbioneta
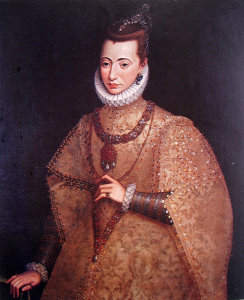
La duchessa Margherita Gonzaga
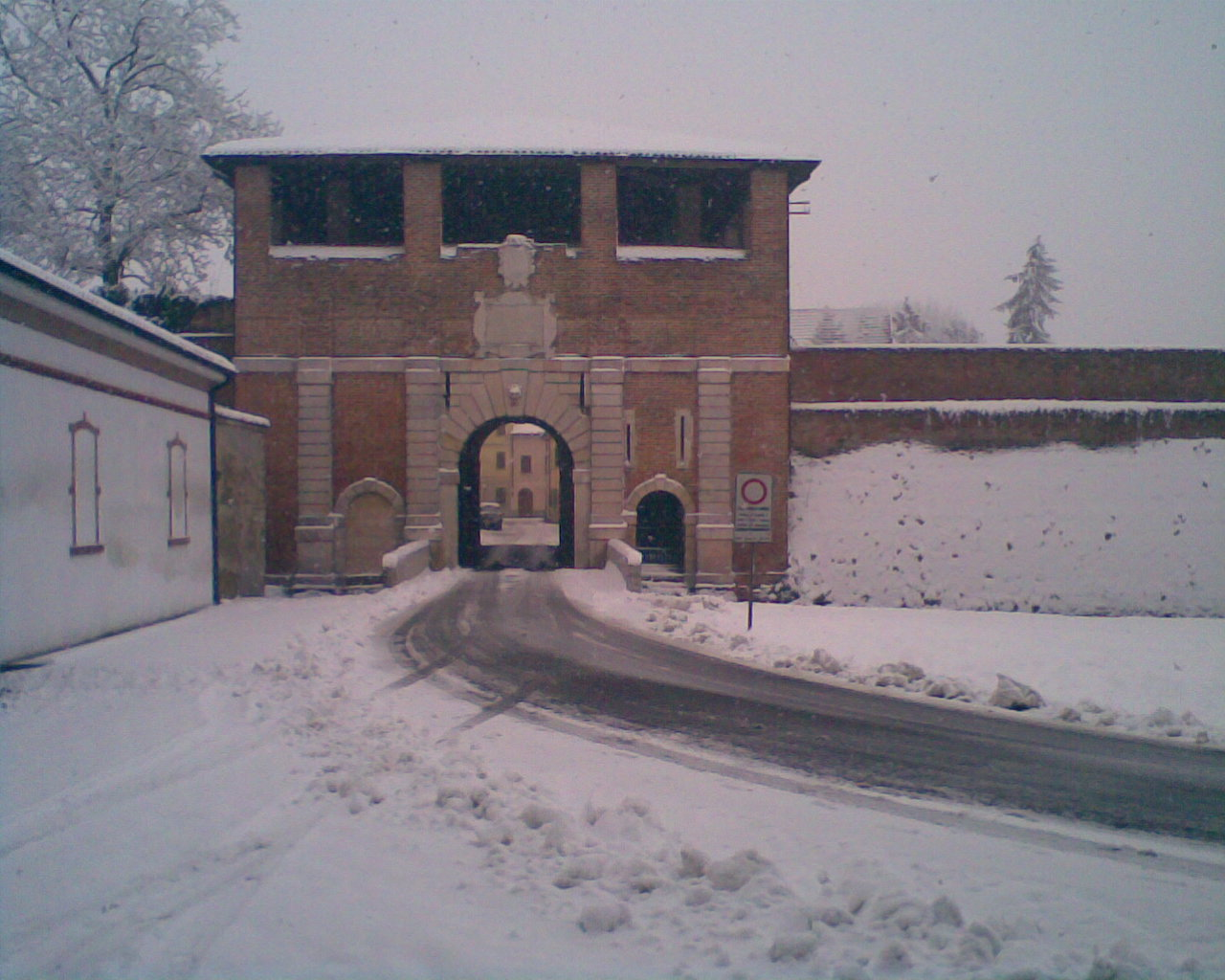
La Porta Imperiale (Sabbioneta)